# شعب تاي نوا
تاي نوا (بالصينية: 傣那 Dǎinà، بالديهونغ داي: ᥖᥭᥰ ᥘᥫᥴ Tai Lə) هي إحدى إثنيات التاي في جنوب شرق آسيا. ينتشرون بشكل رئيسي في مقاطعة يونان الصينية، ولاوس، وتايلاند، وميانمار، وفيتنام، وقد هاجر بعضهم إلى الولايات المتحدة الأمريكية. مع ذلك، هناك مجموعتان مختلفتان من شعب التاي تُعرفان باسم تاي نوا، إحداهما في الصين وميانمار (بورما)، والأخرى في لاوس.